# Tessennano
Tessennano är en ort och kommun i provinsen Viterbo i regionen Lazio i Italien. Kommunen hade 323 invånare (2018).